# ヒュー・ジャックマン
ヒュー・マイケル・ジャックマン（Hugh Michael Jackman, 1968年10月12日 - ） は、オーストラリアの俳優。身長188cm。元妻はデボラ＝リー・ファーネス。

## 生い立ち
オーストラリア連邦ニューサウスウェールズ州の州都であるシドニーで、5人兄弟の末っ子として生まれる。両親は共にイングランドの出身で、父親のクリスはケンブリッジ大学の会計学士を持つ会計士。ヒューが8歳の時に両親は離婚。母親のグレース・グリーンウッドは娘2人を連れてイギリスに戻り、彼は兄弟と共に父の元に残った。母は再婚相手との間に娘を生んでおり、ジャックマンにとって異父妹となる。
地元ワールーンガの男子高校ノックス・グラマー・スクールで生徒会長を務めた後、シドニー工科大学でコミュニケーション（ジャーナリズム）学士を取得。大学在学中に卒業認定単位を取得するためにたまたま履修した演劇クラスで演劇の面白さに目覚め俳優を志すことになった。親戚の遺産が入ったことで彼はさらに演技を学ぶためエディス・コーワン大学の西オーストラリア演劇学校に進学、1994年に26歳で卒業した。俳優としてブレイクする前の1987年には、イギリスの寄宿制私立学校アッピンガムスクールで体育の補助教員として働いていた。

## 経歴

### 初期の経歴
『アースキンヴィル・キングス』『ペーパーバック・ヒーロー』（1999）などの映画に出演しつつ、『ロー・オブ・ザ・ランド』『ブルー・ヒーリーズ』などのテレビ・ドラマにも出演するというものだった。1996年の『ザ・マグレガー・サガ』というドラマではダンカン・ジョーンズという役でそのシーズンのレギュラー出演者となった。また、ミュージカルの『美女と野獣』や『サンセット大通り』などに出演し人気を博した。メルボルンで上演された『キャロルス・バイ・キャンドルライト』、シドニーの『キャロルス・イン・ザ・ドメイン』では主役を務めた。

### 国際派として
最初に外国で知られるようになったのは、1998年にイギリスの王立劇場での舞台『オクラホマ!』で主役カールを演じたことに始まる。この演技はローレンス・オリヴィエ賞にノミネートされ、テレビ用に録画されたDVDがリリースされた。

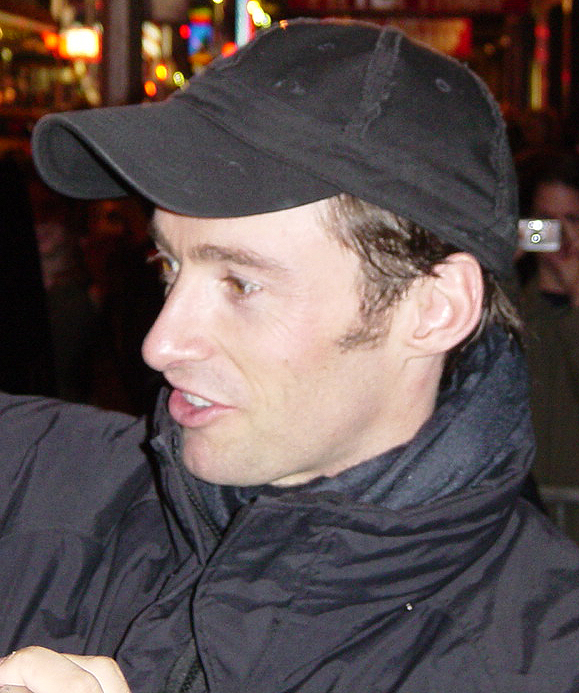
2003年

『ミッション:インポッシブル2』の撮影が2ヶ月延長され疲れきっていたダグレイ・スコットに代わり『X-メン』の主役ウルヴァリン役に抜擢された。ブライアン・シンガー監督は最初はラッセル・クロウにウルヴァリン役をオファーしていたが、クロウが『グラディエーター』をやったばかりという理由で断り、その際に同郷(クロウはニュージーランド生まれだが、幼少期からオーストラリアに移住している)のジャックマンを推薦していたという経緯があった（オーストラリアのラジオ番組トリプルM104.9FMでのジャックマン本人談より）。『X-メン』の原作出版社であるマーベル・コミックによるとジャックマンの身長（189cm）は原作のウルヴァリンよりも背が高いため（原作では160cm前後）、撮影ではバストショットをメインに使うなどのテクニックを駆使し、彼を実際の身長よりも低く見せることが必要とされた。『X-メン』は公開と同時に大ヒットとなり、ジャックマンはスターダムを駆け上がった。後に製作された続編でも彼は主役を演じた。ウルヴァリンを演じるにあたり、ボディ・トレーニングを必要とし、『メンズ・ヘルス』誌によると、彼は撮影が終わった時にはベンチプレス140kg、レッグプレス480kgを持ち上げられる程になっていた。
2004年にジャックマンはオーストラリア人作曲者兼俳優のピーター・アレンの生涯を描いたブロードウェイ・ミュージカル『ザ・ボーイ・フロム・オズ』でトニー賞 ミュージカル主演男優賞を受賞。彼の卓越したパフォーマンスは多くの賞賛と共に2004年・2005年と同賞の主役となった。また、第58回トニー賞の司会を務め、エミー賞のIndividual Performance（Variety/Music Program）を受賞した。

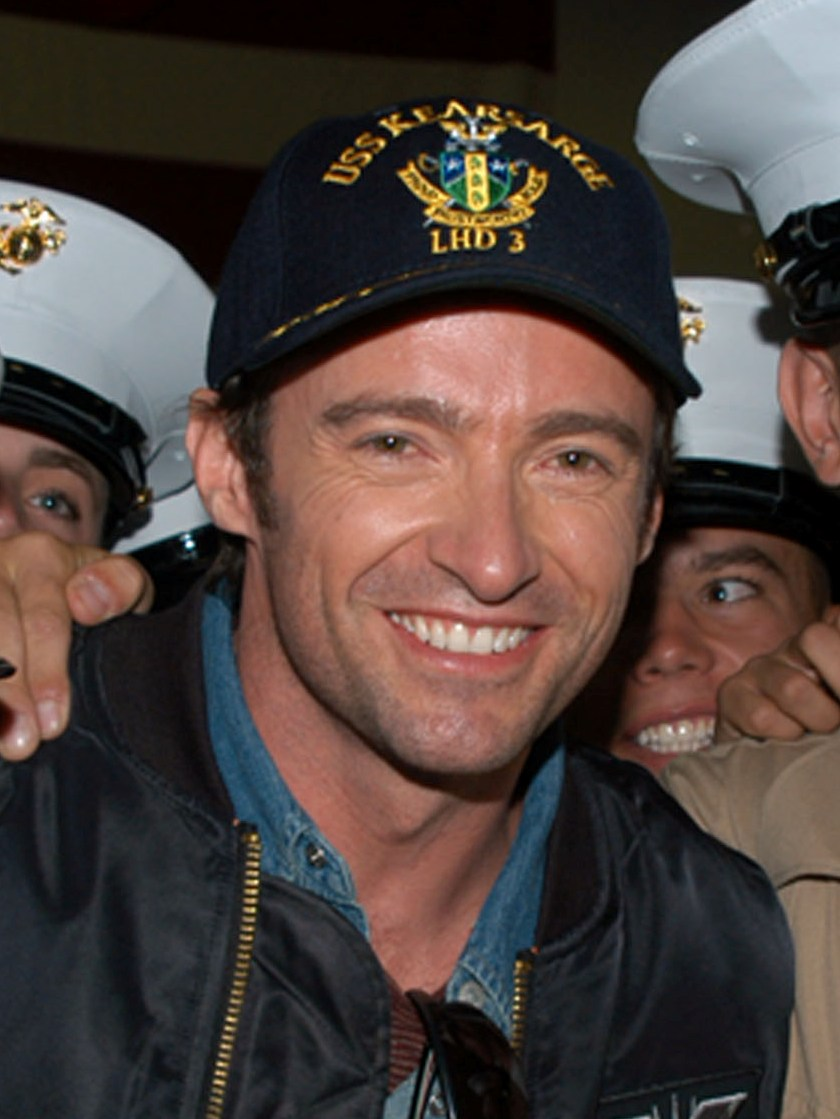
2006年

2007年10月からCBSにてテレビドラマ『Viva Laughlin』のプロデュースを行うが、わずか2回の放送で打ち切られてしまった。これは2006年に放送されたABCの『エミリーの恋愛バイブル』に次ぐ最速記録でもある。
2008年の『ピープル』誌の「最もセクシーな男」に選出された。
2009年に第81回アカデミー賞の司会を務めた。同年4月21日にハリウッド・ウォーク・オブ・フェームに名前が刻まれた。

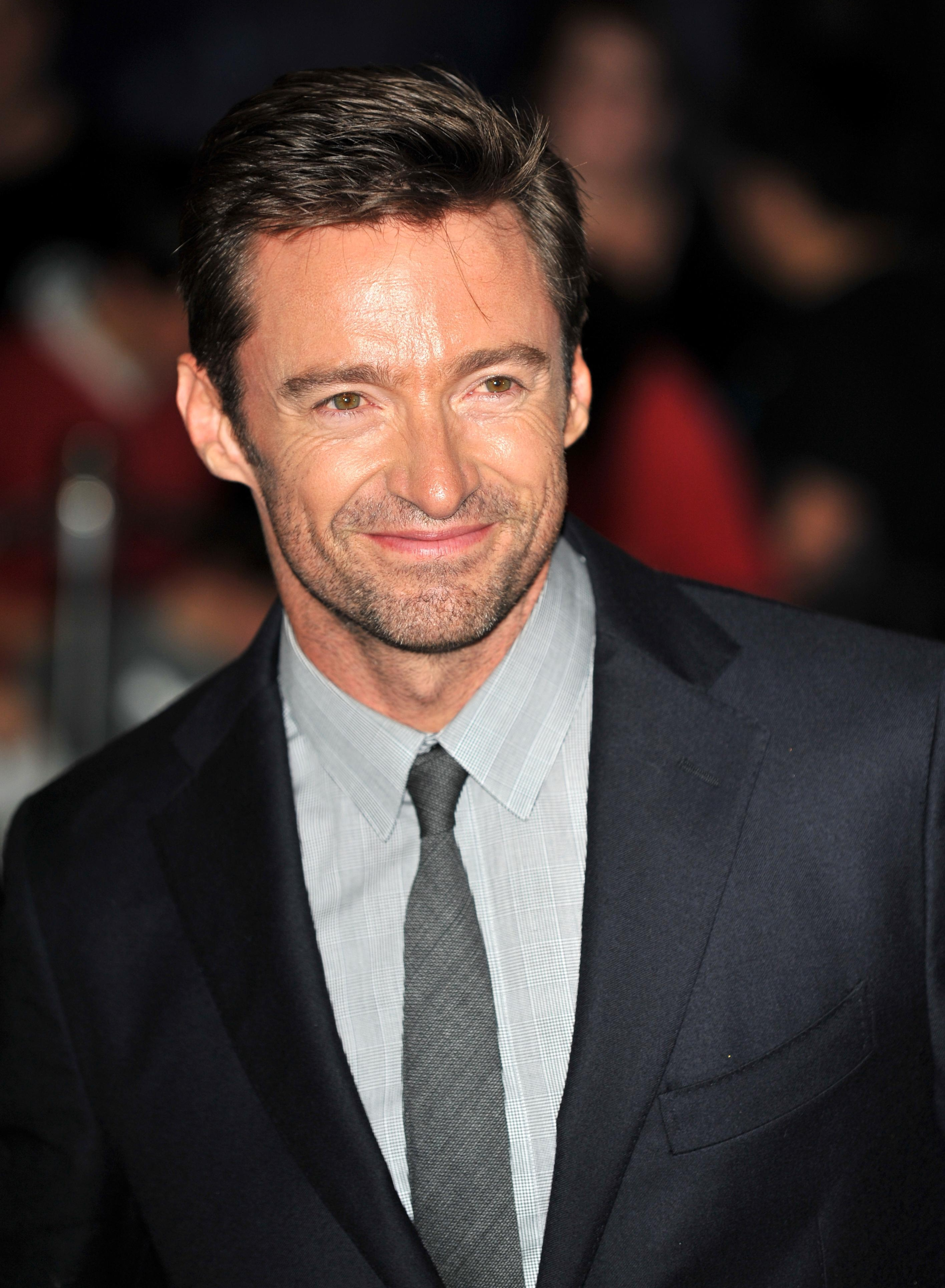
2011年

2012年には、同名のミュージカルを映画化した『レ・ミゼラブル』に主人公のジャン・バルジャン役で出演した。本作品でゴールデングローブ賞主演男優賞（ミュージカル・コメディ部門）を受賞し、アカデミー賞主演男優賞にもノミネートされた。同映画のプレミアでは、トム・フーパー監督、キャメロン・マッキントッシュ、アン・ハサウェイ、アマンダ・サイフリッドらと共に、来日も果たした。
2013年、サン・セバスティアン国際映画祭でドノスティア賞（功労賞）を受賞した。2014年には、トヨタ『クラウン』のCMに起用され、『あの素晴しい愛をもう一度』『キセキ』の英語版を歌っている。
2015年にマルコ・ポーロ（リボーン2015）として登場している。

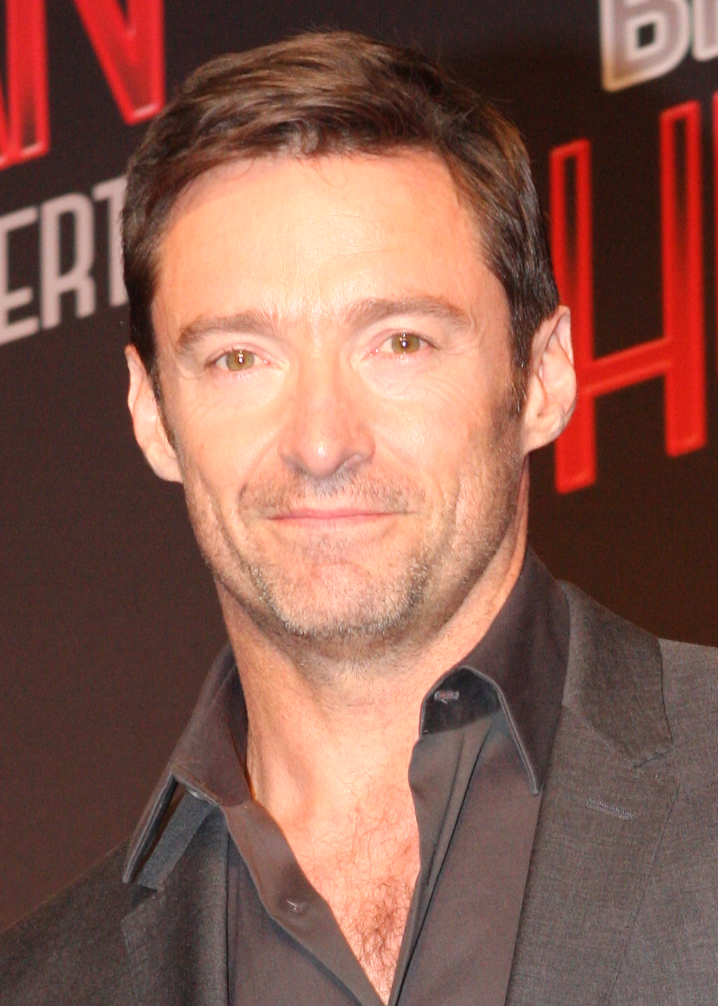
2015年

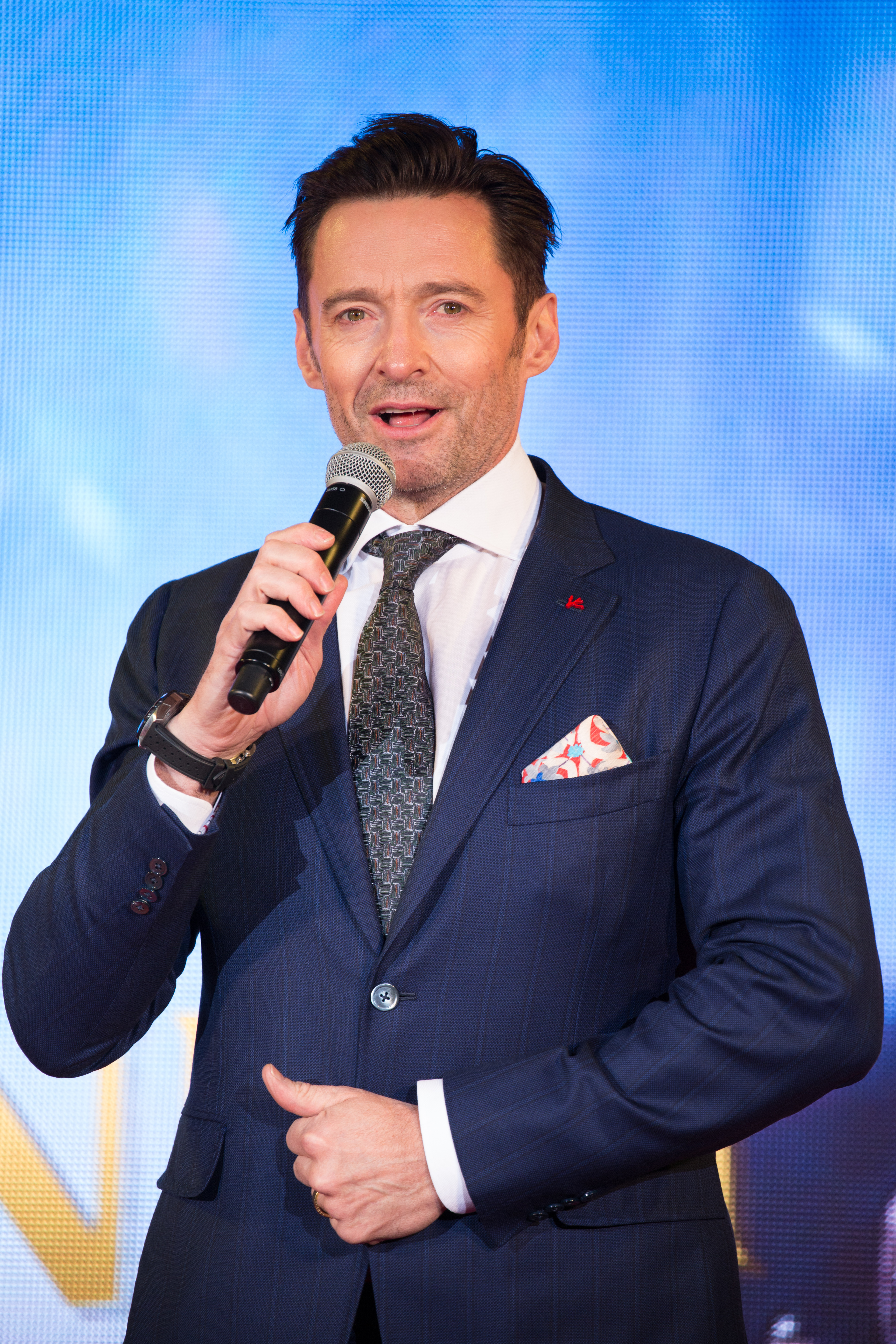
2017年

2017年に『LOGAN/ローガン』に出演し、ウルヴァリン役を引退すると発表した。同作に出演したことにより、共演したプロフェッサーX役のパトリック・スチュワートと共に2000年の『X-MEN』から2017年の『LOGAN/ローガン』までの16年232日の最も長期でマーベルのキャラクターを演じた俳優として当時ギネス世界記録に認定された。
2018年に『グレイテスト・ショーマン』にて、グラミー賞サウンドトラック・アルバム賞を受賞。ゴールデングローブ賞 映画部門 主演男優賞（ミュージカル・コメディ部門）にノミネートされた。
2024年に公開された『デッドプール&ウルヴァリン』で再びウルヴァリン役に復帰した。

## 私生活
ジャックマンにとって初めてのテレビの仕事だった『コレリ』でオーストラリア人女優デボラ＝リー・ファーネス（Deborra-Lee Furness）と出会い1996年4月に結婚。このストーリーは険悪な囚人（ジャックマン）がカウンセラー（デブラ）に恋するというものだった。ジャックマン夫婦は2度の流産を経験しており、現在は養子のオスカー・マクシミラン（男・2000年5月15日生まれ）とアヴァ・エリオット（女・2005年7月10日生まれ）と共にメルボルンで暮らす。
ジャックマンは自身がデザインした婚約指輪をデブラに贈り、そこにはサンスクリット語で「Om paramar mainamar」と刻まれており、翻訳すると「私達はこの絆を偉大なる原典に捧げる」となる。
2005年に長年のアシスタントであったジョン・パレルモと共に映画制作会社シード・プロダクションズに参加。同プロダクションの処女作は2007年公開の『Viva Laughlin』。妻デブラも同プロダクションに参加している。
オンライン掲示板「NNDB」によると、ジャックマンは非常に視力が悪く、コンタクトレンズを付けていなければメニューすらろくに読めないという。左利きで、ピアノ、ギター、バイオリンを演奏する。寿司が大好物。5個のボールをジャグリングすることができる。非常な嫌煙家で私生活のみならず劇中でもタバコを吸うことを拒んでいる。『X-メン』シリーズでは葉巻をしばしば吸っているシーンがあるが、これは自身が演じるウルヴァリンのキャラクターに合わせて演技の時のみ吸っている。
熱烈なクリケットファンとして知られる。好きなクリケット選手はインドのヴィラット・コーリであり、コーリのファンクラブに入会している。コーリはInstagramアカウントのフォロワー数がアジア人で最も多い人物でもあり、2023年時点でフォロワーが2億6000万を超えている世界的スター選手である。
ナショナル・ラグビー・リーグのマンリー＝ワーリンガー・シー・イーグルスのサポーター。
ユーモアに溢れ、紳士的な性格である。食わず嫌い王決定戦に出演した際にアカデミー賞で階段で転んだジェニファー・ローレンスをいち早く助けた事を石橋貴明に讃えられ「あなただってあの場所にいたら助けていますよ。」と答えた後に「彼女は僕にトロフィーを取られたくないからすぐに立ち上がったよ」と笑いをとった。また、出演時に自ら子供の話をしており、息子と富士山に登ったエピソードや、嘘を見抜くために子供たちを叱る際に「パパは嘘をつく仕事をしているんだ。一日中何かを演じているから目を見たら嘘がわかるんだ」という事を語っていた。また共演者に食べ物を分けてあげたり、共演者の食べ物をもらったりしていた。（この時は体作りのために食事制限をしていたが、もらったものを残さず食していた。）しかし、番組では本人が思わず本音を話してしまい、一回戦で負けてしまった。
2013年の雑誌インタビューで、息子をシドニーのビーチで見失った時、その息子が木に登っているところであることを教えてくれたパパラッチに本気で感謝した、と語っている。
彼の父はイギリス軍のボクシングチャンピオンであった。『リアル・スティール』撮影の際に、ジャックマンがシュガー・レイ・レナードに指導を受けた事を父に話した所「いままで見たこともないくらい」興奮したとジャックマンがメイキングで語っている。

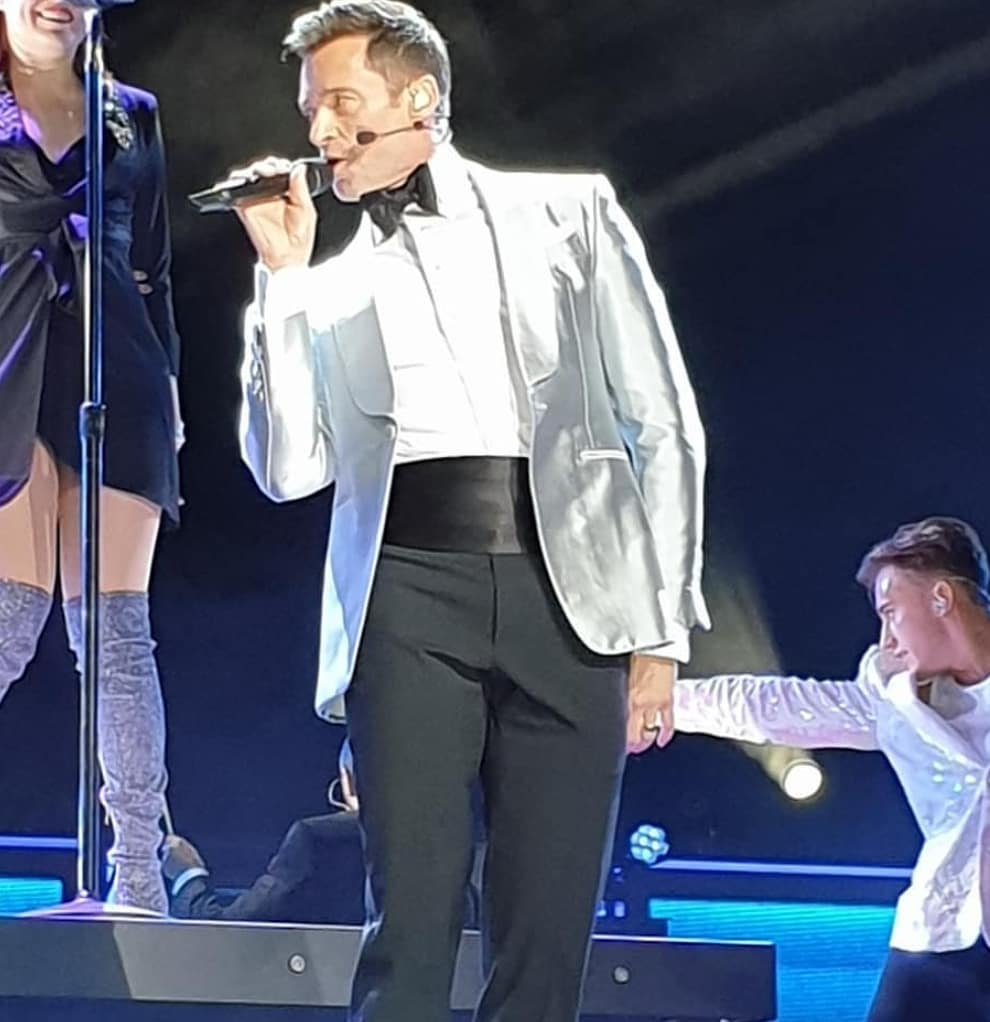
2019年

2017年、鼻に出来た皮膚癌を除去し、80針を縫ったが『グレイテスト・ショーマン』に出演。命にかかわる可能性があるにもかかわらず歌ってしまっていたと語られた。
2023年9月16日、27年間連れ添ったデボラ＝リー・ファーネスと離婚したことを発表。

## フィルモグラフィ
※役名の太字表記は主演。

### 映画
| 年   | 題名                                                                         | 役名                                         | 備考                                              | 吹き替え                              |
| ---- | ---------------------------------------------------------------------------- | -------------------------------------------- | ------------------------------------------------- | ------------------------------------- |
| 1999 | Paperback Hero                                                               | ジャック・ウィリス                           |                                                   | N/A                                   |
| 1999 | Erskineville Kings                                                           | ワース                                       | N/A                                               |                                       |
| 1999 | Oklahome!                                                                    | カーリー                                     | N/A                                               |                                       |
| 2000 | X-メン X-Men                                                                 | ローガン / ウルヴァリン                      | 梁田清之（ソフト版） 磯部勉（テレビ朝日版）       |                                       |
| 2001 | ニューヨークの恋人 Kate and Leopold                                          | レオポルド                                   | 家中宏（ソフト版） 東地宏樹（日本テレビ版）       |                                       |
| 2001 | 恋する遺伝子 Someone Like You                                                | エディ・オールデン                           | 小山力也（ソフト版） 宮本充（オンデマンド配信版） |                                       |
| 2001 | ソードフィッシュ Swordfish                                                   | スタンリー・ジョブソン                       | 山路和弘（ソフト版） 小山力也（日本テレビ版）     |                                       |
| 2003 | X-MEN2 X2                                                                    | ローガン / ウルヴァリン                      | 山路和弘（劇場公開版） 磯部勉（テレビ朝日版）     |                                       |
| 2004 | ヴァン・ヘルシング Van Helsing                                               | ガブリエル・ヴァン・ヘルシング               | 山路和弘（劇場公開版） 山寺宏一（テレビ朝日版）   |                                       |
| 2004 | ヴァン・ヘルシング アニメーテッド Van Helsing: The London Assignment         | ガブリエル・ヴァン・ヘルシング               | 声の出演                                          | 山路和弘                              |
| 2005 | ロスト・ストーリー 〜現代の奇妙な物語〜 Stories of Lost Souls                | ロジャー                                     | 「Standing Room Only」に出演                      | 駒谷昌男                              |
| 2006 | ハッピー フィート Happy Feet                                                 | メンフィス                                   | 声の出演                                          | てらそままさき                        |
| 2006 | マウス・タウン ロディとリタの大冒険 Flushed Away                             | ロディ                                       | 声の出演                                          | 松本保典                              |
| 2006 | プレステージ The Prestige                                                    | ロバート・アンジャー                         |                                                   | 山路和弘                              |
| 2006 | ファウンテン 永遠につづく愛 The Fountain                                     | トマス / トミー / トム・クレオ               |                                                   | 山路和弘                              |
| 2006 | タロットカード殺人事件 Scoop                                                 | ピーター・ライモン                           | 東地宏樹                                          |                                       |
| 2006 | X-MEN:ファイナル ディシジョン X-Men: The Last Stand                          | ローガン / ウルヴァリン                      | 山路和弘（劇場公開版） 磯部勉（テレビ朝日版）     |                                       |
| 2008 | Uncle Jonny                                                                  | ラッセルおじさん                             | 短編映画                                          | N/A                                   |
| 2008 | 彼が二度愛したS Deception                                                    | ワイアット・ボーズ / ジェイミー・ゲッツ      | 兼製作                                            | 山路和弘                              |
| 2008 | オーストラリア Australia                                                     | ドローヴァー                                 |                                                   | 山路和弘                              |
| 2009 | ウルヴァリン:X-MEN ZERO X-Men Origins: Wolverine                             | ローガン / ウルヴァリン                      | 兼製作                                            | 山路和弘                              |
| 2011 | X-MEN:ファースト・ジェネレーション X-Men: First Class                        | ローガン / ウルヴァリン                      | カメオ出演                                        | 山路和弘                              |
| 2011 | 雪花と秘文字の扇 雪花密扇                                                    | アーサー                                     |                                                   | （吹き替え版なし）                    |
| 2011 | カワイイ私の作り方 全米バター細工選手権! Butter                              | ボイド・ボルトン                             |                                                   | （吹き替え版なし）                    |
| 2011 | リアル・スティール Real Steel                                                | チャーリー・ケントン                         | 山路和弘                                          |                                       |
| 2012 | ガーディアンズ 伝説の勇者たち Rise of the Guardians                          | E・アスター・バニーマント / イースターバニー | 声の出演                                          | 檀臣幸                                |
| 2012 | レ・ミゼラブル Les Misérables                                                | ジャン・バルジャン                           |                                                   | （吹き替え版なし）                    |
| 2013 | ムービー43 Movie 43                                                          | デーヴィス                                   | 「キャッチ」に出演                                | 東地宏樹                              |
| 2013 | ウルヴァリン:SAMURAI The Wolverine                                           | ローガン / ウルヴァリン                      |                                                   | 山路和弘                              |
| 2013 | プリズナーズ Prisoners                                                       | ケラー・ドーヴァー                           | 東地宏樹（ソフト版） 山路和弘（BSジャパン版）     |                                       |
| 2014 | X-MEN:フューチャー&パスト X-Men: Days of Future Past                         | ローガン / ウルヴァリン                      | 山路和弘                                          |                                       |
| 2014 | ナイト ミュージアム/エジプト王の秘密 Night at the Museum: Secret of the Tomb | 本人役                                       | 山路和弘                                          | カメオ出演                            |
| 2015 | ぼくとアールと彼女のさよなら Me and Earl and the Dying Girl                  | 本人役                                       | 山路和弘                                          | 声の出演（カメオ出演） 日本劇場未公開 |
| 2015 | チャッピー Chappie                                                           | ヴィンセント・ムーア                         | 山路和弘                                          |                                       |
| 2015 | PAN 〜ネバーランド、夢のはじまり〜 Pan                                       | 黒ひげ                                       | 内田直哉                                          |                                       |
| 2016 | イーグル・ジャンプ Eddie the Eagle                                           | ブロンソン・ピアリー                         | 山路和弘                                          |                                       |
| 2016 | X-MEN:アポカリプス X-Men: Apocalypse                                         | ローガン / ウェポンX                         | 山路和弘                                          | カメオ出演                            |
| 2017 | LOGAN/ローガン Logan                                                         | ローガン / ウルヴァリン                      | 山路和弘                                          |                                       |
| 2017 | グレイテスト・ショーマン The Greatest Showman                                | P・T・バーナム                               | 山路和弘                                          |                                       |
| 2018 | デッドプール2 Deadpool 2                                                     | ローガン / ウルヴァリン                      | 山路和弘                                          | アーカイブ映像                        |
| 2018 | フロントランナー The Front Runner                                            | ゲイリー・ハート                             | 山路和弘                                          |                                       |
| 2019 | ミッシング・リンク 英国紳士と秘密の相棒 Missing Link                         | ライオネル・フロスト卿                       | 山路和弘                                          | 声の出演                              |
| 2019 | バッド・エデュケーション Bad Education                                       | フランク・タソーン教育長                     |                                                   | （吹き替え版なし）                    |
| 2021 | フリー・ガイ Free Guy                                                        | 路地にいるマスクのアバター                   | 声の出演（カメオ出演）                            | 竹田雅則                              |
| 2021 | レミニセンス Reminiscence                                                    | ニック・バニスター                           |                                                   | 山路和弘                              |
| 2023 | The Son/息子 The Son                                                         | ピーター                                     | 兼製作総指揮                                      | （吹き替え版なし）                    |
| 2024 | デッドプール&ウルヴァリン Deadpool & Wolverine                               | ローガン / ウルヴァリン                      |                                                   | 山路和弘                              |
| 2024 | レ・ミゼラブル デジタルリマスター/リミックス Les Misérables                  | ジャン・バルジャン                           |                                                   |                                       |
| 2025 | Song Sung Blue                                                               | マイク・サーディナ                           |                                                   |                                       |
| TBA  | The Good Spy                                                                 | TBA                                          |                                                   |                                       |
| TBA  | The Death Of Robin Hood                                                      | ロビン・フッド                               |                                                   |                                       |
| TBA  | Three Bags Full: A Sheep Detective Movie                                     | 羊飼いジョージ                               |                                                   |                                       |

### テレビ
| 放映年 | 題名                                         | 役名                   | 備考                              | 吹き替え |
| ------ | -------------------------------------------- | ---------------------- | --------------------------------- | -------- |
| 1994   | Law of the Land                              | チャールズ・マックレイ | ゲスト出演                        | N/A      |
| 1995   | Correlli                                     | ケヴィン・ジョーンズ   |                                   | N/A      |
| 1995   | Blue Heelers                                 | ブラッディ・ジャクソン | ゲスト出演                        | N/A      |
| 1996   | Snowy River: The McGregor Saga               | ダンカン・ジョーンズ   | ゲスト出演                        | N/A      |
| 2001   | サタデー・ナイト・ライブ Saturday Night Live | 本人 / ホスト          | 「Hugh Jackman/Mick Jagger」      |          |
| 2010   | セサミストリート Sesame Street               | 本人                   | 「Tribute to Number Seven」       |          |
| 2011   | サタデー・ナイト・ライブ Saturday Night Live | ダニエル・ラドクリフ   | 「Ben Stiller/Foster the People」 |          |
| 2013   | トップ・ギア Top Gear                        | 本人                   | 「20.4」                          |          |

### CM
- リプトンティー　※ 日本のみ[14]
- トヨタ・クラウン

## 日本語吹き替え
『ソードフィッシュ』（ソフト版）以後、大半の作品を山路和弘が担当している。
また、『The Son/息子』の日本公開時には長年ジャックマンの吹き替えを務めた声優として山路によるコメントも寄せられた。
このほかにも、磯部勉、東地宏樹、小山力也、梁田清之、山寺宏一なども声を当てている。